# سیبروک (کارولینای جنوبی)
سیبروک (به انگلیسی: Seabrook) یک منطقهٔ مسکونی در ایالات متحده آمریکا است که در شهرستان بوفورت، کارولینای جنوبی واقع شده‌است. سیبروک ۵ متر بالاتر از سطح دریا واقع شده‌است.